# Shiragaia taeguensis
Genre
Espèce
Shiragaia taeguensis, unique représentant du genre Shiragaia, est une espèce d'araignées aranéomorphes de la famille des Gnaphosidae.

## Distribution
Cette espèce est endémique de Corée du Sud.

## Étymologie
Son nom d'espèce, composé de taegu et du suffixe latin -ensis, « qui vit dans, qui habite », lui a été donné en référence au lieu de sa découverte, Taegu.

## Publication originale
- Paik, 1992 : A new genus Shiragaia (Araneae, Gnaphosidae; Drassodinae) from Korea. Korean Arachnology, vol. 8, p. 1-6.